# Walter von Eberhardt
Walter von Eberhardt, né le 7 janvier 1862 à Berlin, mort le 7 janvier 1944 à Wernigerode (province de Saxe), est un militaire de l'Empire allemand puis de la république de Weimar, inspecteur général des forces aériennes de l'armée impériale allemande puis commandant de troupes pendant la Première Guerre mondiale et chef des Corps francs de la Baltique pendant la guerre civile russe.

## Origines
Friedrich Wilhelm Magnus Heinrich Walter von Eberhardt (prénom usuel : Walter) est le fils de Heinrich von Eberhardt (1821–1899), général de l'armée prussienne. Ses deux frères aînés choisissent aussi la carrière militaire : Magnus von Eberhardt (1855–1939), qui sera General der Infanterie, et Gaspard (1858–1928) qui sera Generalleutnant.
Walter est éduqué comme cadet et entre dans l'armée prussienne le 12 novembre 1878 avec le grade de sous-lieutenant. Il sert dans le 5e régiment de grenadiers de la Garde et reçoit le grade de major en 1902. En 1909, il est nommé lieutenant-colonel. De 1909 à 1911, il dirige l'école des sous-officiers de Potsdam. En 1911, il est affecté au 153e régiment d'infanterie dont il prend la tête le 22 avril 1912 avec le grade de colonel.
Le 1er octobre 1913, il est affecté à la force aérienne (Luftstreitkräfte) de l'armée prussienne, alors en formation, qui comprend les unités aériennes des armées saxonne et wurtembergeoise mais pas celles de l'armée bavaroise à statut autonome. Il est le premier inspecteur général des forces aériennes (Inspekteur der Fliegertruppen) et, à ce titre, siège à la commission générale d'inspection des transports.

## Première Guerre mondiale
Lors de la mobilisation allemande de 1914, Eberhardt s'efforce de coordonner les ressources et moyens aériens de l'armée allemande, sur le front et dans l'intérieur, et demande à l'état-major général (OHL) la création d'un commandement général des forces aériennes mais cette proposition est rejetée par le chef d'état-major général, Helmut von Moltke. Ce n'est que le 11 mars 1915, le général Erich von Falkenhayn ayant remplacé Moltke, que Hermann von der Lieth-Thomsen est nommé coordinateur des forces aériennes sans responsabilité opérationnelle. Le 27 janvier 1915, Walter von Eberhardt est nommé Generalmajor (général de brigade).
Le 8 octobre 1916, à l'occasion d'une réorganisation des forces aériennes, Eberhardt est remplacé par le Generalleutnant Ernst von Hoeppner à la tête des forces aériennes. Le 18 septembre 1916, il est nommé à la tête de la 20e division de Landwehr (de), nouvellement créée, qui combat sur le front de l'Ouest dans le secteur d'Ypres. Le 30 mars 1917, il est transféré comme chef de la 45e division de réserve sur le même front. Le 27 février 1918, il succède au général Rüdiger von der Goltz à la tête de la 37e division d'infanterie qu'il commande jusqu'à la fin de la guerre. Il prend part à l'offensive du Printemps au sein de la 18e armée.

## Conflit dans les pays baltes

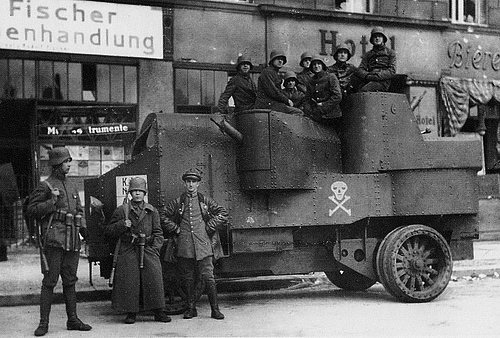
Automitrailleuse russe Garford-Poutilov réutilisée par les Corps francs allemands, 1919.

Le 30 décembre 1918, Eberhardt est nommé commandant par intérim du XXe corps d'armée à Allenstein (Olsztyn) en province de Prusse-Orientale. Au début de 1919, le maréchal Paul von Hindenburg lui confie la défense du Kulmerland, région frontalière de la Prusse-Occidentale revendiquée par la Pologne depuis que celle-ci a recouvré son indépendance en novembre 1918. Mais les troupes allemandes sont obligées de se retirer derrière la Wkra en abandonnant ce territoire. Le 22 février 1919, Eberhardt reçoit le commandement de la 46e division de Landwehr (de) (2e division de Landwehr saxonne) en Lituanie encore occupée par les Allemands. Cette division, démobilisée en avril 1919, sert de base au recrutement d'un corps franc, la Brigade Südlitauen (Lituanie du Sud), qui aide l'armée de la république de Lituanie à repousser l'invasion de l'Armée rouge soviétique. Les combattants saxons, plus disciplinés et mieux armés que les premiers volontaires lituaniens, jouent un rôle majeur dans la reprise d'Ukmergė et la défense de Kaunas. La Brigade Südlitauen est dissoute en juillet 1919.
Le 13 octobre 1919, Eberhardt remplace Rüdiger von der Goltz à la tête du 6e corps de réserve qui mène sa propre politique dans la guerre d'indépendance de la Lettonie. Cette force hétéroclite rassemble des troupes régulières allemandes, des volontaires des corps francs, des Germano-Baltes et des Russes blancs et affronte les communistes lettons. En novembre 1919, l'aventurier russe Pavel Bermondt-Avalov entraîne le corps allemand du Baltikum dans un conflit contre la république de Lettonie et tente de s'emparer de Riga. Une contre-attaque lettone repousse les Allemands vers Mitau (Jelgava). Bermondt-Avalov s'enfuit au Danemark. Le 10 novembre, Eberhardt dirige l'évacuation des restes du corps allemand vers la Prusse-Orientale. Le corps est démobilisé à la mi-décembre 1919.

## Dernières années
Sous la république de Weimar, Eberhard sert dans la Reichswehr où il commande la 20e brigade.
En 1922, il succède au général Ernst von Hoeppner comme président du Ring der Flieger (de) (Cercle des aviateurs), association qui s'efforce de conserver les traditions de l'aviation allemande dissoute par le traité de Versailles : les articles 198 à 202 interdisent à la Reichswehr toute force aérienne.
Le 29 octobre 1933, dans le cadre de la politique de « mise au pas » (Gleichschaltung) du régime nazi, le Ring der Flieger est absorbé par l'Association allemande des sports aériens (Deutscher Luftsportverband ) présidée par Hermann Göring.
Eberhardt meurt le 7 janvier 1944 à Wernigerode.

## Sources et bibliographie
- (de) Cet article est partiellement ou en totalité issu de l’article de Wikipédia en allemand intitulé « Walter von Eberhardt » (voir la liste des auteurs) dans sa version du 7 août 2018.
- Genealogisches Handbuch des Adels. Adelige Häuser B, vol XVIII, S. 484, Band 95 der Gesamtreihe, C. A. Starke Verlag, Limburg (Lahn) 1989, p. 88.
- "Eberhardt" in : Gothaisches Genealogisches Taschenbuch der briefadeligen Häuser. Jg. 14 (1920), vol. Biss-Mann.
- Dermot Bradley (dir.), Günter Wegner : Stellenbesetzung der Deutschen Heere 1815-1939, Band 1: Die Höheren Kommandostellen 1815-1939, Biblio Verlag, Osnabrück 1990, p. 194
- Hans-Erich Volkmann, Der Bericht des Generalleutnants Walter von Eberhardt „Meine Tätigkeit im Baltikum“ in: Zeitschrift für Ostforschung, 1964, p. 728–733.
- V. Lesčius, Die litauischen Streitkräfte in den Kämpfen um die Unabhängigkeit 1919-1920
- D. Schröder, Otto Schroeder, Ralph von Heygendorff, Die Sächsischen Freiwilligen-Truppen in Litauen 1919, Dresden, 1933.
- Bernhard Sauer, Vom Mythos eines ewigen Soldatentums. Der Feldzug deutscher Freikorps im Baltikum im Jahre 1919, Zeitschrift für Geschichtswissenschaft (ZfG). 43. Jahrgang, 1995, Heft 10, p. 869–902
- Walter von Eberhardt (dir..): Unsere Luftstreitkräfte 1914-18. Ein Denkmal deutschen Heldentums. Vaterländischer Verlag C.A. Weller, Berlin 1930.
- Charles L. Sullivan, "The 1919 German Campaign in the Baltic: The Final Phase", in: Vytas Stanley Vardys & Romuald J. Misiunas (dir.): The Baltic States in Peace and War, 1917–1945. Pennsylvania State University Press, University Park, Pennsylvania, 1978.